# سپاه رستگاری
سپاه رستگاری یک مذهب مسیحی و سازمان خیریه بین‌المللی است که ساختاری نظامی گونه دارد که توسط ویلیام بوث در سال ۱۸۶۵ برای ترویج دین مسیح در میان توده مردم، در انگلستان تأسیس گردید. این سازمان در سراسر جهان ۱٫۵ میلیون نفر عضو دارد.
سپاه رستگاری با هدف ترویج آموزه‌های مسیحیت و ارائه خدمات بشردوستانه تأسیس شد. این سازمان در بیش از ۱۳۰ کشور فعالیت دارد و خدمات گسترده‌ای از جمله کمک به افراد بی‌خانمان، پشتیبانی از آسیب‌دیدگان بلایای طبیعی، و برنامه‌های آموزشی ارائه می‌کند. ساختار شبه‌نظامی سپاه، شامل درجات و یونیفرم‌ها، به مدیریت کارآمدتر فعالیت‌های آن کمک کرده است. این سازمان علاوه بر کارهای خیریه، به‌عنوان یکی از نهادهای مهم تبلیغ مسیحیت در سطح جهان شناخته می‌شود.